# Grande-Bretagne aux Jeux paralympiques d'été de 1984
La Grande-Bretagne participe aux Jeux paralympiques d'été de 1984 à Stoke Mandeville est à New York. Elle y remporte trois centre trente une médailles : cent sept en or, cent douze en argent et cent douze en bronze, se situant à la deuxième place des nations au tableau des médailles. La délégation britanniques regroupe 227 sportifs.